# Polymorphisme de longueur des fragments de restriction

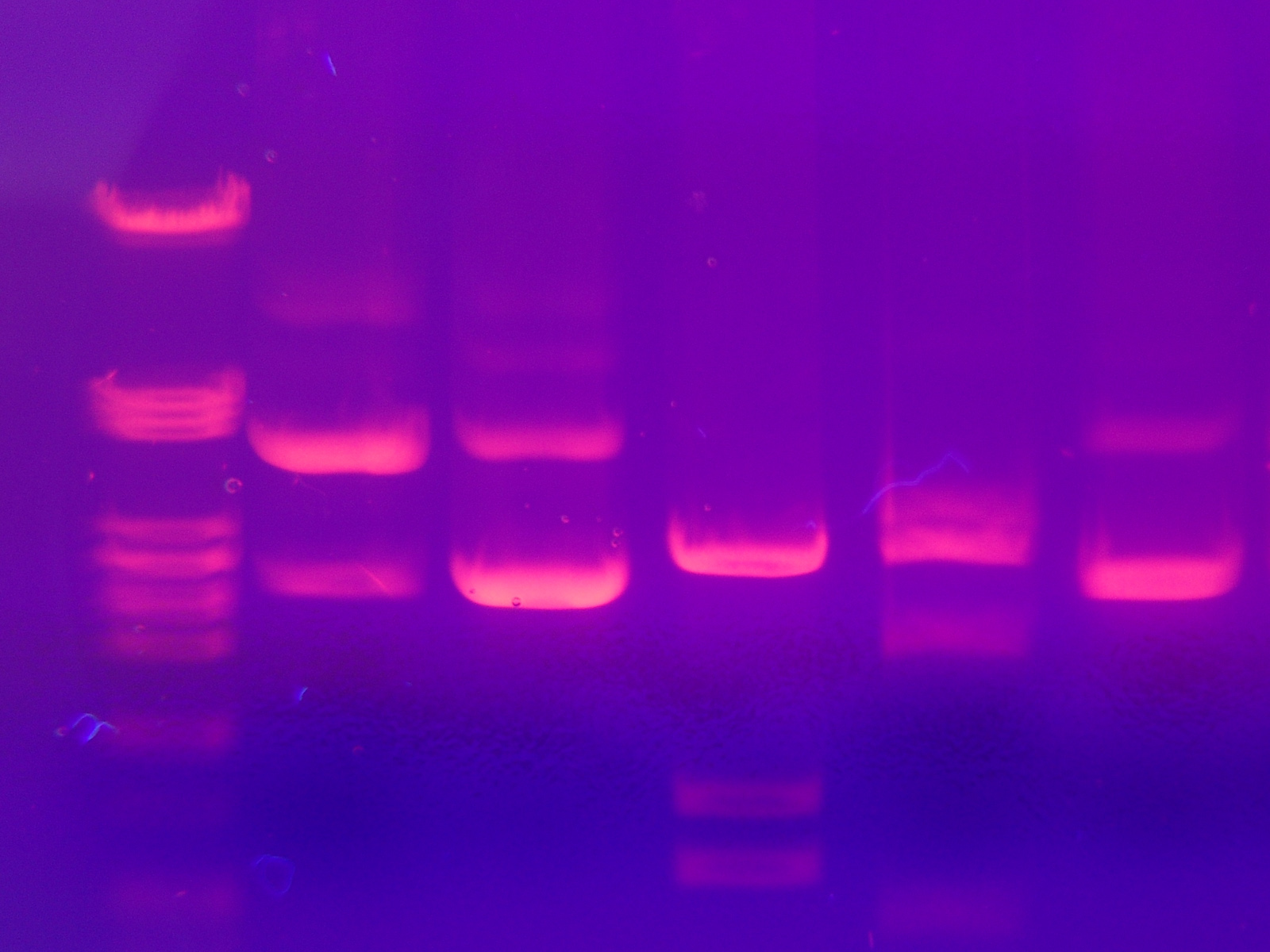
Electrophorèse sur gel : 6 "traces d'ADN". Dans la première rangée (à gauche), l'ADN avec des tailles de fragments connues a été utilisé comme référence. Différentes bandes indiquent différentes tailles de fragments (plus il est petit, plus il se déplace vite, plus il est bas dans l'image) ; différentes intensités indiquent différentes concentrations (plus il est brillant, plus il y a d'ADN).

En biologie moléculaire, le polymorphisme de longueur des fragments de restriction (ou RFLP, de l'anglais restriction fragment length polymorphism) est utilisé dans deux sens :
- comme une caractéristique des molécules d'ADN permettant de les distinguer les unes des autres,
- comme la technique de laboratoire qui utilise cette caractéristique pour différencier ou comparer des molécules d'ADN. Cette technique est utilisée pour la réalisation d'empreintes génétiques et dans les tests de paternité.

## Méthode
Étapes de la technique RFLP :
1. extraction d'ADN,
2. hydrolyse de l'ADN par une enzyme de restriction,
3. séparation des fragments de restriction par électrophorèse sur gel d'agarose,
4. dénaturation de l'ADN par la soude pour obtenir de l'ADN monocaténaire,
5. transfert sur membrane, renforcement de la fixation.
6. visualisation des fragments par hybridation avec une sonde.

L'ADN d'un individu ou d'une cellule est d'abord extrait et purifié. L'ADN est ensuite coupé en fragments de restriction par une enzyme de restriction, cette dernière coupant l'ADN au niveau d'une séquence qui lui est spécifique (site de restriction). Les fragments d'ADN ainsi obtenus, nommés fragments de restriction, sont ensuite séparés selon leur longueur par électrophorèse sur gel d'agarose. Le gel obtenu est ensuite analysé par Southern Blotting et révélé avec une ou plusieurs sondes.

## Résultat
La distance entre deux sites de coupure de l'enzyme de restriction (site de restriction) varie selon les individus (du fait du polymorphisme des individus) : de ce fait la longueur des fragments de restriction varie. Les positions de certaines bandes d'ADN (sur le gel d'électrophorèse) seront donc différentes d'un individu à l'autre. Le polymorphisme existant entre individus d'une même espèce peut être ainsi visualisé grâce au polymorphisme de leur ADN.
Cette technique permet de mettre en évidence les "particularités" d'un individu. Elle permet également de montrer les relations génétiques qui peuvent exister entre individus, du fait de la transmission des caractères génétiques de parents à enfant. La technique est également utilisée pour étudier les relations entre différentes espèces.